# ウーゴ・ガッティ
ウーゴ・オルランド・ガッティ（Hugo Orlando Gatti, 1944年8月19日 - 2025年4月20日）は、アルゼンチン・ブエノスアイレス州出身の元同国代表サッカー選手である。ポジションはゴールキーパー。

## 経歴
ボカ・ジュニアーズでは3度のリーグ優勝、2度のコパ・リベルタドーレス優勝、1度のインターコンチネンタルカップ優勝を果たした。アルゼンチン・プリメーラ・ディビシオンで44歳まで26シーズンに渡ってプレーし、765試合に出場した。
アルゼンチン代表としては18試合に出場した。主にアントニオ・ローマの控えを務めた。1966 FIFAワールドカップに出場し、1967年8月13日のパラグアイ戦でデビューした。
2025年2月、事故により股関節を骨折した後、ずっと入院していたが、感染症により状況が悪化し、多臓器不全で薬理学性の昏睡に陥った。2025年4月20日、家族の同意の下で呼吸システムを止めて亡くなった。80歳没。

## タイトル

### クラブ
ボカ・ジュニアーズ
- プリメーラ・ディビシオン : 1976M, 1976N, 1981M
- コパ・リベルタドーレス : 1977, 1978
- インターコンチネンタルカップ : 1978

### 個人
- アルゼンチン年間最優秀選手賞 : 1982